# Буддійські джерела
Існує велика кількість буддійських джерел, починаючи з найдавніших часів. Буддійську літературу класифікують на канонічну та неканонічну, по мовам, країнам та школам.

## Канони
Першопочатковий буддійський канон був втрачений.
На сьогодні відомо три варіанта буддійського канону:
- Тапітака — канон на палійській мові. Шанується будистами тгеравади Ланки, Бірми (М'янма), Таїланда, Камбоджі та Лаоса;
- Сань цзан — Трипітака на китайській мові. Шанується будистами махаяни Китая, Кореї, Японії та В'єтнама;
- Ганджур — Трипітака на тибетській мові. Священна для народів Тибета, Бутана, Монголії, Бурятії, Калмикії та Туви.

Твори раннього буддизма були збережені насамперед в каноні Трипітака мовою санскрит, і в аналогічному каноні Тапітака мовою палі.
Вчення Тгеравади спирається на палійський канон. Тгеравада та інші школи раннього буддизму вважають, що канони містять безпосередні слова Будди. Вчені також вважають, що деякі фрагменти палійського канону та агами можуть містити уривки оригінального Вчення (а можливо навіть і реальні вираження) Будди. Але це не стосується більш пізніх Сутр Махаяни. Писання раннього буддизма передують роботам Махаяни по хронології та розглядаються багатьма західними вченими як основне джерело надійної інформації, що стосуються Вчення Будди Шак'ямуні.
Пізніше з'явився Канон махаяни, що містить більше 600 сутр по різних лініях передачі. Вважається також, що цей канон містить безпосередньо слова Будди та бодгісаттв, традиція вважає, що багато сутр передавались через нагів — міфічних змій. Найбільш повний канон махаяни існує на китайській мові, хоча оригінальний канон був написаний мовою санскрит, канон є також в перекладі на тибетську мову.
Тибетський канон, що належить до напрямку Ваджраяна, окрім класичних буддійських текстів раннього буддизма та махаяни вміщує також і тантричні тексти з коментарями.
Буддизм японської школи Сінґон класифікує тексти по відношенню до маніфестацій Будди (Трикая) — ранні тексти належать до Нірманакаї, сутри Екаяни — до Самбгогакаї, а тексти Ваджраяни — до Дгармакаї.

## Тексти шкіл раннього буддизму

### Віная
Тексти Віная переважно описують аспекти чернечої дисциплині. По причині більшої важливості, віная алегорично називають «Основа Дхарми». В них описуються правила життя ченця, як ці правила виникли, розвивались та застосовувались. Також в них містяться деякі доктринальні описи, ритуальні та літургійні тексти, біографічні історії та деякі елементи Джатаки.

### Сутри
Сутри (палі: Сутта) в більшості є дискусіями, що приписуються Будді та його близьким учням. Всі вони вважаються «словом Будди».

### Абгідгарма
Абгідгарма — буддійське вчення, що систематично та абстрактно описує світоустрій та явища природи. Абгідгарму можна вважати буддійською світоглядною філософією та психологією. До Абгідгарми належить певна категорія буддійських джерел, що беруть свій початок від Абгідгамма-пітаки — частини Тапітаки — буддійського канону. В Абгідгармі більш фундаментально та методично викладаються ті знання, які епізодично викладені в оповідній традиції сутр.

### Неканонічні тексти
Одним із ранніх текстів, що не належать до «слова Будди» є Питання Міліанди. Текст написаний у вигляді діалогу між буддійським монахом Нагасеною та індо-грецьким царем Менандром (палі: Milinda).

## Тексти Махаяни

### Праджняпараміта
Праджняпараміта (санскр. «позамежна мудрість») — одна з центральних концепцій буддизма Махаяни. Мудрість в цьому контексті означає можливість бачити світ таким, який він є насправді. Тексти Праджняпарамити не містять докладних філософських доказів, а просто описують справжню природу реальності.

### Саддгарма-пундарика
Також звана Сутра Лотоса. Пояснює, що три колісниці (колісниця шраваків, колісниця пратьєкабудд і колісниця бодгісаттв)
в дійсності є не трьома різними шляхами, які ведуть до трьох різним цілей, а одним шляхом із однією метою. Також в сутрі описана концепція доцільних засобів (упайї), в якій увага практикуючого акцентується на власних специфічних техніках і методах досягнення просвітлення.

### СутриЦзинту
До даної категорії належать три основні сутри: Велика Сукгаватив'юга Сутра (Сутра Безсмертя), Мала Сукгаватив'юга Сутра (Сутра про явище Землі Блаженства), Амітаюрдг'яна Сутра (Сутра про споглядання Амітаюса). Ці тексти описують походження та природу Східної Чистої Землі, в якій знаходиться Будда Амітабга. В них також описуються 48 клятв, даних Амітабгою, бувши бодгісаттвою, в яких він зобов'язався побудувати Чисту Землю, де всі істоти могли б практикувати Дгарму без складнощів і відволікань. Ці сутри лягли в основу Буддизма Чистої Землі, який фокусує увагу на вірі в клятви Амітабги.

### Сутри трансміграції
Сутри, зосереджені на діях, які призводять до існування в різних сферах, а також сутри, які викладають вчення про дванадцять ланок.

### Сутри дисципліни
Присвячені поведінки бодгісаттв — Пратимокша.

### Сутри протомахаяни
Неканонічні тексти
Найбільш значимі такі твори:
- Нагарджуна: Муламадг'ямикакарика.
- Шантидева: Бодгічар'яаватара .
- Асанга: (отримані від бодгісатви Майтрея): Madhyantavibhaga, Abhisamayalamkara, Mahayanasutralamara, Abhisamayalamkara, а також самостійні твори Mahaynasamgraha, Abhidharmasamucaya, Yogacabhumi.
- Васубандгу: Trisvabhava-nirdesha, Vimshatika, Trimshika, Абгідгармакоша.
- Дігнага: Pramanavarttika.
- Ашваґгоша: Пробудження віри в Махаяну